# Erich Küthe
Erich Küthe (* 28. November 1940 in Remscheid; † 10. Januar 2003 in Remscheid) war ein deutscher Fachbuchautor.
Er studierte Waren- und Wirtschaftskunde an der Universität zu Köln, promovierte 1972 über "Grundzüge einer teleologisch ausgerichteten Warenkunde, entwickelt am Beispiel der Lebensmittel" und war dort später Professor.

## Veröffentlichungen
- Einzelhandelsmarketing (1980) - ISBN 978-3-17-005156-0
- Marketing mit Bildern (1995) - ISBN 978-3-7701-3490-8 (mit Matteo Thun)
- Marketing mit Farben (1996) - ISBN 978-3-7701-3782-4 (mit Axel Venn)
- Marketing mit Mustern (1998) - ISBN 978-3-7701-4154-8 (mit Susanne Küthe)
- Marketing mit Farben. Gelb wie der Frosch (2002) - ISBN 978-3-322-86996-8 (mit Fabian Küthe)

| Personendaten    | Personendaten           |
| ---------------- | ----------------------- |
| NAME             | Küthe, Erich            |
| KURZBESCHREIBUNG | deutscher Fachbuchautor |
| GEBURTSDATUM     | 28. November 1940       |
| GEBURTSORT       | Remscheid               |
| STERBEDATUM      | 10. Januar 2003         |
| STERBEORT        | Remscheid               |